# Vaida Arbočiūtė
Vaida Arbočiūtė (ur. 19 października 1984 w Janowie) – litewska wioślarka.
Wioślarka aktualnie mieszka w Wilnie.

## Osiągnięcia
- Mistrzostwa Świata Juniorów – Troki 2002 – dwójka podwójna – 4. miejsce[1].
- Mistrzostwa Świata U-23 – Amsterdam 2005 – dwójka podwójna – 6. miejsce[1].
- Mistrzostwa Świata U-23 – Hazewinkel 2006 – dwójka podwójna – 8. miejsce[1].
- Mistrzostwa Świata – Monachium 2007 – czwórka podwójna – 12. miejsce[1].
- Mistrzostwa Europy – Poznań 2007 – dwójka bez sternika – 6. miejsce[1].
- Mistrzostwa Europy – Ateny 2008 – czwórka podwójna – 6. miejsce[1].
- Mistrzostwa Europy – Ateny 2008 – dwójka bez sternika – 5. miejsce[1].